# Michael Heuser
Michael Heuser (* 1954 in Weimar) ist ein deutscher Schauspieler.

## Leben
Über das Leben des in 1954 in Weimar geborenen Michael Heuser sind nur lückenhafte Informationen vorhanden. In den 1970er Jahren hatte er an der Staatlichen Schauspielschule in Berlin studiert. Anschließend hatte er ein Engagement am Theater der Jungen Generation in Dresden. Als an den Landesbühnen Sachsen mit Hauptsitz in Radebeul 1987 ein Ersatz für einen weggegangenen Kollegen gesucht wurde, füllte Michael Heuser die entstandene Lücke und blieb bis zu seiner Abschiedsvorstellung 2019, mit den Sonny Boys, dem bekannten Reisetheater verbunden. Damit hatte er sein 40-jähriges Bühnenjubiläum erreicht. Vor der Kamera stand er nur für wenige Aufnahmen des Fernsehens der DDR. Ein wichtiges Anliegen waren ihm die Lesungen, mit denen er durch das Land zog.
Auch gesellschaftlich engagiert sich Michael Heuser, so als Mitglied im Verein Radebeuler Kultur e.V.

## Filmografie
- 1990: Polizeiruf 110: Tödliche Träume (Fernsehreihe)
- 1990: Polizeiruf 110: Allianz für Knete
- 1998: In aller Freundschaft (Fernsehserie, 1 Episode)

## Theater
- 1979: Peter Hacks: Der arme Ritter – Regie: Axel Richter (Theater der Jungen Generation Dresden)
- 1983: Jewgeni Schwarz: Der nackte König – Regie: Jochen Kretschmer/Wilfried Weschke (Theater der Jungen Generation Dresden)
- 1984: Peter Hacks: Kinder (Zeus) – Regie: Helfried Schöbel (Theater der Jungen Generation Dresden)
- 1984: Friedrich Schiller nach Carlo Gozzi: Turandot, Prinzessin von China – Regie: Wilfried Weschke (Theater der Jungen Generation Dresden)
- 1985: Manuel Schöbel: Aus dem Leben eines Tauglichen – Regie: Wilfried Weschke (Theater der Jungen Generation Dresden)
- 1987: Ulrich Plenzdorf: Legende vom Glück ohne Ende – Regie: Aljoscha Westermann (Landesbühnen Sachsen Radebeul)
- 1987: Max Frisch: Biedermann und die Brandstifter – Regie: Günter Falkenau (Landesbühnen Sachsen Radebeul)
- 1988: Brian Friel: Philadelphia, ich komme! – Regie: Anne Eicke (Landesbühnen Sachsen Radebeul)
- 1991: Heinrich Spoerl: Die Feuerzangenbowle (Johannes Pfeiffer) – Regie: Anne Eicke (Landesbühnen Sachsen Radebeul)
- 1992: Marlene (mehrere Rollen) – Regie: Janos Mrsan (Landesbühnen Sachsen Radebeul)
- 1993: Ariel Dorfman: Der Tod und das Mädchen – Regie: Holger Böhme (Landesbühnen Sachsen Radebeul)
- 1996: Joe Masteroff/John Kander: Cabaret – Regie: Andreas Knaup (Landesbühnen Sachsen Radebeul)
- 1998: Bertolt Brecht: Herr Puntila und sein Knecht Matti – Regie: Horst Schönemann (Landesbühnen Sachsen Radebeul)
- 1999: Molière: Tartuffe – Regie: Horst Schönemann (Landesbühnen Sachsen Radebeul)
- 2006: Katharina Gericke: Mont Klamott – Regie: Arne Retzlaff (Landesbühnen Sachsen Radebeul)
- 2006: Peter Shaffer: Amadeus (Graf Johann Kilian von Strack) – Regie: Arne Retzlaff (Landesbühnen Sachsen Radebeul)
- 2009: Marius von Mayenburg: Der Häßliche – Regie: Michael Mienert (Landesbühnen Sachsen Radebeul)
- 2012: Peter Quilter: Glorius (Bayfield) – Regie: Tom Quaas (Landesbühnen Sachsen Radebeul)
- 2014: Sibylle Berg: Hund, Frau, Mann (Mann) – Regie: Renat Saffiulin (Landesbühnen Sachsen Radebeul)
- 2014: Friedrich Dürrenmatt: Frank der Fünfte – Regie: Arne Retzlaff (Landesbühnen Sachsen Radebeul)
- 2015: Kay Pollack: Wie im Himmel – Regie: Stefan Wolfram (Landesbühnen Sachsen Radebeul)
- 2015: Peter Dehler nach Victor Hugo: Glöckner von Notre-Dame (Clopin) – Regie: Peter Kube (Landesbühnen Sachsen Radebeul – Felsenbühne Rathen)
- 2015: Peter Ensikat nach Brüder Grimm: Hase und Igel – Regie: Olaf Hais (Landesbühnen Sachsen Radebeul)
- 2016: Katrin Lange: Das Geheimnis der Blauen Schwerter (Pabst von Ohain) – Regie: Michael Funke (Landesbühnen Sachsen Radebeul)
- 2017: Bertolt Brecht: Der aufhaltsame Aufstieg des Arturo Ui (Dullfeet) – Regie: Peter Kube (Landesbühnen Sachsen Radebeul)
- 2018: William Shakespeare: Ein Sommernachtstraum (Egeus) – Regie: Peter Kube (Landesbühnen Sachsen Radebeul)
- 2019: Oliver Bukowski: Wer seid ihr (Martin Heuser) – Regie: Tom Quaas (Landesbühnen Sachsen Radebeul)
- 2019: Neil Simon: Sonny Boys (Willie Clark) – Regie: Michael Funke (Landesbühnen Sachsen Radebeul)